# Quai Henri-Barbusse
Le quai Henri-Barbusse est un quai de la ville de Nantes, en France.

## Situation et accès
Situé dans le quartier Malakoff - Saint-Donatien, le quai est situé sur la rive gauche de l'Erdre, entre les places de la Bonde et Lieutenant-Jéhenne. Asphaltée, il est ouvert à la circulation automobile et ne rencontre aucune autre voie, hormis le quai de la Motte-Rouge qui débouche en contrebas de la partie nord du quai. D'autre part, une passerelle franchissant la rivière permet de rejoindre l'île de Versailles située sur la rive opposée.

## Origine du nom
Il rend hommage à Henri Barbusse, écrivain pacifiste décédé un an auparavant.

## Historique
L'aménagement du quai date de la fin du XIXe siècle et portait alors le nom « quai de Barbin ».
Son nom actuel lui a été attribué par délibération du conseil municipal du 30 novembre 1936.

## Voies secondaires

### Quai de la Motte-Rouge
Localisation : 47° 13′ 40″ N, 1° 33′ 08″ O
Situé en contrebas de la place Waldeck-Rousseau, il passe sous le pont Général-de-la-Motte-Rouge dont il tire son nom. Il est le quai d'embarquement des « Bateaux Nantais » qui organise des croisières sur l'Erdre, et dont les bureaux se trouvent sur ledit quai.
À l'extrémité nord du quai de la Motte-Rouge débute une promenade piétonne qui longe la rivière jusqu'au village de Gachet dans le quartier Nantes Erdre.